# Kanton Fumay
Der Kanton Fumay war bis 2015 ein französischer Wahlkreis im Arrondissement Charleville-Mézières, im Département Ardennes und in der Region Champagne-Ardenne; sein Hauptort (frz.: chef-lieu) war Fumay. Die landesweiten Änderungen in der Zusammensetzung der Kantone brachten im März 2015 seine Auflösung. Vertreter im Generalrat des Départements war zuletzt Benoît Sonnet. 
Der Kanton Fumay war 121,74 km² groß und hatte 6552 Einwohner (Stand: 2012).

## Gemeinden
| Gemeinde           | Einwohner (Stand: 2022) | Code postal | Code Insee |
| ------------------ | ----------------------- | ----------- | ---------- |
| Fépin              | 236                     | 08170       | 08166      |
| Fumay              | 3118                    | 08170       | 08185      |
| Hargnies           | 453                     | 08170       | 08214      |
| Haybes             | 1806                    | 08170       | 08222      |
| Montigny-sur-Meuse | 77                      | 08170       | 08304      |

## Bevölkerungsentwicklung
| 1962 | 1968 | 1975 | 1982 | 1990 | 1999 | 2012 |
| ---- | ---- | ---- | ---- | ---- | ---- | ---- |
| 9105 | 9623 | 9190 | 8826 | 8312 | 7595 | 6552 |